# シンナー
シンナー (paint thinner) はラッカー、ペイント、ワニスなどの塗料を薄めて粘度を下げるために用いられる有機溶剤である。「うすめ液」とも呼ばれる。英語 thin は「薄める」を意味する動詞である。独特の臭いを持つ。
塗料に含まれる樹脂・セルロース誘導体・添加物を析出しない、平滑な塗面を与える、などの特性を持つことが要求され、トルエン、酢酸エステル類、アルコール類などが利用される。

## 毒性・作用
特にトルエンを主として、シンナーに含まれる有機溶剤には中枢神経麻痺作用があり、蒸気吸引により酔っ払い状態になる。
例えばトルエンの場合は100 ppm程度から急性中毒を起こし、軽度であれば悪心・頭痛・嘔吐・倦怠感などが起こり、重症になると運動機能異常・意識消失・知覚異常などが起こり、最悪の場合、呼吸困難を起こして死に至ることもある。また生きていたとしても中枢神経の変化を起こす可能性がある。
長期にわたって吸い続けると依存症になり、吸引常習者は感情不安、意識障害、幻覚、妄想、一時的意識喪失などの症状が現れ、脳神経が冒されて中毒性精神病になりやすい。MRI画像を見ると脳が萎縮していることが多い。
中枢神経麻痺作用がある理由は、アルコール（酒）と同様に有機溶剤が脂溶性であり、大脳の構成物質も脂肪の一種であるリン脂質であることから、血液脳関門を容易に突破するためである。

## 労働者保護
シンナーは現代の各種産業に不可欠なものであるが、有害で労働者の健康を損ねる確率が高い。有機溶剤中毒予防規則（昭和47年 労働省令第36号、通称有規則）が施行され、使用している有機溶剤の種別を掲示したり、作業環境における換気装置の設置や濃度の測定、従事者の防毒マスク等保護器具の装着、特殊健康診断などが義務付けられるようになった。これに伴い、事故を起こさぬよう有機溶剤作業主任者を配置し管理の徹底と従事者に対する事故防止方法の伝達、事故発生時の対策を行わせるようになった。

## シンナー中毒
日本では、シンナー蒸気吸引が1967年（昭和42年）頃から青少年の間に「シンナー遊び」として流行。1970年（昭和45年）6月には警視庁が都下の乱用グループを一斉摘発し、104人を補導したこともあった。政府は社会問題化したことを受けて毒物及び劇物取締法の一部改定に着手。1972年（昭和47年）8月1日より使用、販売等が規制されている。このことにより日本の法律ではシンナーに含まれる成分であるトルエン・キシレン・メタノール・酢酸エチル・メチルエチルケトンが劇物として指定され、これらを含む製剤の吸引や吸引目的の所持等を禁止するとともに、違反を行った者の取締りが行われるようになった。
また、シンナー吸引においてシンナーを詰めた瓶や袋のこと、もしくはシンナー吸引そのものを俗に「アンパン」、関西地方では「チャンソリ」、トルエンそのものを「純トロ」という。袋からシンナーを吸う様子があんパンを食べるさまに似ていることからである。法規や各自治体の条例が厳しくなり、塗料販売店から簡単にシンナーを購入できなくなったため、管理のゆるい小規模な化学製品工場の資材置場からトルエンやアセトンの缶を盗んで吸引するといった非行例が見られた。また、プラモデル用接着剤の多くにもシンナーが含まれ、それらは玩具店などで容易に購入可能であったことから同様に問題となり、模型メーカー側が「シンナーを含まない接着剤を開発・販売する」もしくは「そもそも接着剤を必要としないタイプのキットに転換する（ミニ四駆などが代表例）」といった対応を行う動きも見られた。
シンナー遊びは10代の成長期（思春期）においても多く行われる。その多くは、友達や先輩などからの誘いや売人からの売買で手に入れる場合が多い。シンナーを吸引すると最初は強い多幸感をもたらし、日常生活のさりげない行動が楽しく感じられるといわれる。その後は急激に副作用が強まり、全身の筋肉の劣化、成長期における骨（軟化し脆くなる）や生殖器への障害などが見え始め、ついには「自分が殺されそうだ」という妄想や「電波があいつを殺せといったんだ」というような幻聴、そして「だれか自分を見張っている」などの幻覚症状などが発生する。それでも、副作用から逃れるためや一時の快感を求めて再びシンナーを吸引し、最終的には意識不明の重体や死亡に至る場合もある。また、揮発性と引火性の高い液体であるため、酩酊した状態でタバコを吸おうとして引火し焼死する事故も起きている。
シンナーの乱用は2010年代後半から激減。毒物及び劇物取締法違反で検挙補導された少年の数がワースト1を記録し続けてきた福岡県においても、年間1人もしくは0人となる年が増えた。